# الحزب الليبرالي الديمقراطي الياباني
الحزب الليبرالي الديمقراطي الياباني (باليابانية: 自由民主党 جيومينشوتو) ويعرف اختصاراً LDP أو (جيمينتو، 自民党) ، حزب سياسي ياباني محافظ من اليمين الوسط، يعد الحزب الليبرالي الديمقراطي الياباني أكبر الأحزاب اليابانية وأنجحها، حيث حكم لمدة 54 عاما تقريبا بشكل متواصل منذ عام 1955 حتى هزيمته في انتخابات عام 2009.